# Tor Hogne Aarøy
Tor Hogne Aarøy (født 20. marts 1977) er en norsk fodboldspiller.